# Neonitocris alzonai
Neonitocris alzonai är en skalbaggsart som beskrevs av Stefan von Breuning 1952. Neonitocris alzonai ingår i släktet Neonitocris och familjen långhorningar. Inga underarter finns listade i Catalogue of Life.